# Nemoura manchuriana
Nemoura manchuriana is een steenvlieg uit de familie beeksteenvliegen (Nemouridae). De wetenschappelijke naam van de soort is voor het eerst geldig gepubliceerd in 1941 door Uéno.